# Індик Іван Степанович
Іва́н Степа́нович Інди́к (нар. 1917 — 27 березня 1944) — радянський морський піхотинець, стрілець 2-ї стрілецької роти 384-го окремого батальйону морської піхоти Одеської військово-морської бази Чорноморського флоту, старшина II статті. Герой Радянського Союзу (1945).

## Життєпис
Народився у 1917 році в селі Витязівка Витязівської волості Єлизаветградського повіту Херсонської губернії Російської імперії (нині — село Бобринецького району Кіровоградської області) в селянській родині. Українець. Отримав початкову освіту, працював у колгоспі.
У 1939 році призваний до ВМФ СРСР, проходив службу на ескадренному міноносці Чорноморського флоту «Бодрий».
Учасник німецько-радянської війни з червня 1941 року. У 1942 році переведений до морської піхоти. Брав участь у обороні Криму на керченському напрямку і Північного Кавказу на туапсинському напрямку. У березні 1943 року призначений до 384-го окремого батальйону морської піхоти, у складі якого брав участь у десантних операціях по визволенню Таганрогу, Маріуполя й Осипенко.
В ніч з 25 на 26 березня 1944 року в складі десантного загону під командуванням старшого лейтенанта Костянтина Ольшанського на рибальських човнах перетнув Бузький лиман і висадився в районі Миколаївського морського порту. Протягом двох діб десантники відбили 18 атак супротивника, знищивши за цей час близько 700 ворожих солдатів і офіцерів. Загинув під час бою.
Похований у братській могилі в місті Миколаєві в сквері 68-ми Десантників.

## Нагороди
Указом Президії Верховної Ради СРСР від 20 квітня 1945 року за зразкове виконання бойових завдань командування на фронті боротьби з німецькими загарбниками та виявлені при цьому відвагу і героїзм, старшині II статті Індику Івану Степановичу присвоєне звання Героя Радянського Союзу (посмертно).